# Adele (llengua)
L'adele és una llengua kwa que parlen els adeles de Togo i de Ghana. Hi ha entre 37.400 (ethnologue, 2012) i 41.000 adele-parlants. El seu codi ISO 639-3 és ade i el seu codi al glottolog és adel1244.

## Família lingüística
L'adele és una llengua que està juntament amb l'anii en un subgrup de les llengües nyos, que són llengües kwa, que formen part de la gran família de les llengües nigerocongoleses.

## Geolingüística i pobles veïns
L'adele es parla a Togo i a Ghana. A Togo, es parla a la zona de la població de Pagala, a la prefectura de Sotouboua, a la Regió Central.
Segons el mapa lingüístic de Ghana de l'ethnologue, el territori adele està situat al centre-est del país, al sud del poble de Nkwanta, a la frontera amb Togo, al nord de la Regió Volta. Al nord limiten amb els Gikyodes i amb els Chala i al sud limiten amb els Delo. A l'est limiten amb Togo. Segons el mapa lingüístic de Togo, el territori adele en aquest país està en el centre-oest, a la frontera amb Ghana. Els territori adele en els dos estats és contigu. Els adeles togolesos limiten amb els Delos al sud i amb els ginyangues, els kabiyès, els nawdms, els lames i els tems.

## Dialectologia
El baix adele i l'alt adele són els dos dialectes de l'adele. Entre ells hi ha una intel·ligibilitat d'entre el 85 i el 90%, que tenen poques diferències en el to i el lèxic. Els dialectes de l'adele de Togo i de Ghana són diferents.

## Sociolingüística, estatus i ús de la llengua
L'adele és una llengua desenvolupada (EGIDS 5): Està estandarditzada té literatura i gaudeix d'un ús vigorós per persones de totes les edats i generacions tant en la llar com en societat en tots els àmbits tot i que no és totalment sostenible. Només l'1% dels adeles han estat escolaritzats en la llengua adele. L'adele s'escriu en alfabet llatí. Els alladians també parlen l'ewe. Els delo també utilitzen l'adele com a segona llengua.